# Danilo Arboleda
Danilo Arboleda Hurtado (Cali, 16 de maio de 1995), conhecido por Danilo Arboleda, é um futebolista colombiano que joga como zagueiro. Atualmente joga pelo Deportivo Cali.

## Carreira
Arboleda chegou nas categorias de base do Deportivo Cali em 2011. Estreou profissionalmente em 2015, na vitória por 3 a o sobre o Depor.

## Estatísticas
Até 4 de maio de 2015.

### Clubes
| Clube             | Temporada         | Campeonato nacional | Campeonato nacional | Campeonato nacional | Copa nacional[a] | Copa nacional[a] | Copa nacional[a] | Competições continentais[b] | Competições continentais[b] | Competições continentais[b] | Outros torneios[c] | Outros torneios[c] | Outros torneios[c] | Total | Total | Total   |
| Clube             | Temporada         | Jogos               | Gols                | Assist.             | Jogos            | Gols             | Assist.          | Jogos                       | Gols                        | Assist.                     | Jogos              | Gols               | Assist.            | Jogos | Gols  | Assist. |
| ----------------- | ----------------- | ------------------- | ------------------- | ------------------- | ---------------- | ---------------- | ---------------- | --------------------------- | --------------------------- | --------------------------- | ------------------ | ------------------ | ------------------ | ----- | ----- | ------- |
| Deportivo Cali    | 2015              | 4                   | 0                   | 0                   | 4                | 1                | 0                | —                           | —                           | —                           | 1                  | 0                  | 0                  | 9     | 1     | 0       |
| Deportivo Cali    | Total             | 4                   | 0                   | 0                   | 4                | 1                | 0                | 0                           | 0                           | 0                           | 1                  | 0                  | 0                  | 9     | 1     | 0       |
| Total na carreira | Total na carreira | 4                   | 0                   | 0                   | 4                | 1                | 0                | 0                           | 0                           | 0                           | 7                  | 0                  | 0                  | 9     | 1     | 0       |

- a. ^ Jogos da Copa Colômbia
- b. ^ Jogos da Copa Libertadores da América
- c. ^ Jogos da Copa Ciudad de Popayán

## Títulos
Deportivo Cali
- Campeonato Postobon Sub-19: 2012